# Parlamento Andino
El Parlamento Andino  es el órgano deliberante, consultivo y de control político de la Comunidad Andina, aunque carece de poder legislativo y solo se reúne dos veces al año. Fue creado el 25 de octubre de 1979 en La Paz (Bolivia) y entró en vigencia en enero de 1984. Su sede se encuentra en Bogotá, Colombia.
El parlamento se encuentra constituido por 25 representantes de Bolivia, Colombia, Ecuador, Perú y Chile.
El Parlamento Andino se compone de la Plenaria, la Mesa Directiva, las comisiones, la Oficina Central y las oficinas de las representaciones parlamentarias nacionales. Sus funciones principales son la armonización legislativa, la promoción de la participación ciudadana, el control político y el impulso de la integración regional. No obstante, carece de potestad para legislar en los países miembros.

## Historia
El Parlamento Andino se constituyó como órgano político deliberante, representante de los pueblos, así como garante de los derechos y la democracia en la Comunidad Andina. Posteriormente, en 1996, mediante el Protocolo de Trujillo que modifica el Acuerdo de Cartagena, los gobiernos de la subregión le otorgaron atribuciones supranacionales, al definirlo como la instancia de control político del Sistema Andino de Integración (SAI).
Los orígenes del Parlamento Andino se remontan a 1966 con el Acuerdo de Bogotá, elaborado por recomendación de la CEPAL en el marco del Tratado de Montevideo de 1960. Con el Acuerdo de Cartagena, suscrito el 26 de mayo de 1969, los cinco países (Venezuela se sumó en 1973) se reunieron en lo que se llamaría inicialmente Pacto Andino, cuando se establecieron sus normas y disposiciones legales. Su objeto era fortalecer sus economías a través del libre comercio, la eliminación de aranceles y la unión aduanera. El Parlamento fue creado el 25 de octubre de 1979 en La Paz (Bolivia), a través del Tratado Constitutivo suscrito por los cancilleres de Bolivia, Colombia, Ecuador, Perú y Venezuela (Chile se había retirado del Pacto en 1976), y entró en vigencia en enero de 1984. Su primera sede fue Lima, aunque luego se trasladó a Bogotá.
El 22 de abril de 2006 Venezuela se retira de la Comunidad Andina y, por lo tanto, del Parlamento Andino.
Desde septiembre de 2013 se abrió un debate para clausurar el Parlamento Andino, o proceder a su reingeniería. El 26 de septiembre de 2013, el gobierno colombiano propone cerrar definitivamente el Parlamento. Finalmente, la norma que había permitido el sufragio directo de los parlamentarios colombianos fue derogada a principios de 2014.
En 2015 Chile se convirtió en miembro permanente del Parlamento, aunque sin integrarse completamente a la Comunidad Andina.

## Elecciones
El Parlamento se compone de cinco miembros por cada país integrante, lo cual da un total de veinticinco parlamentarios.
Sus representantes eran electos inicialmente por los congresos nacionales de los países miembros. Según el Protocolo de Trujillo, aprobado el 10 de marzo de 1996, sus representantes serían elegidos por un período de cinco años en forma directa: en Colombia fueron elegidos por sufragio directo en las elecciones de 2010 y 2014, mientras que en Ecuador y Perú son electos por sufragio directo desde 2002 y 2006, respectivamente. Bolivia y Chile aún mantienen la estructura original de selección en sus congresos.

### Colombia
- Elecciones al Parlamento Andino de Colombia de 2010
- Elecciones al Parlamento Andino de Colombia de 2014

### Ecuador
- Elecciones al Parlamento Andino de Ecuador de 2002
- Elecciones al Parlamento Andino de Ecuador de 2006
- Elecciones al Parlamento Andino de Ecuador de 2009
- Elecciones al Parlamento Andino de Ecuador de 2013
- Elecciones al Parlamento Andino de Ecuador de 2017
- Elecciones al Parlamento Andino de Ecuador de 2021
- Elecciones al Parlamento Andino de Ecuador de 2025

### Perú
- Elecciones al Parlamento Andino de Perú de 2006
- Elecciones al Parlamento Andino de Perú de 2011
- Elecciones al Parlamento Andino de Perú de 2016
- Elecciones al Parlamento Andino de Perú de 2021
- Elecciones al Parlamento Andino de Perú de 2026

## Estados miembros

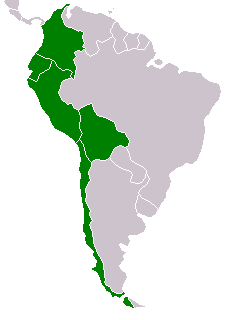
Miembros del Parlamento Andino.

- Estado Plurinacional de Bolivia
- República de Chile (desde 2015)
- República de Colombia
- República del Ecuador
- República del Perú

## Estados observadores
- Reino de España (1984)
- República de Panamá (1984)
- Reino de Marruecos (1996)
- Estados Unidos Mexicanos (2017)
- República de Turquía (2019)

## Composición

### Bolivia
- Martha Ruiz Flores
- Sara Condori Callisaya
- Adolfo Mendoza Leigue
- Faustino Ollisco Barrera
- Alicia Ticona Quispe (Vicepresidenta)

### Chile
- Alexis Sepúlveda Soto
- Manuel José Ossandón (Vicepresidente)
- Sergio Gahona Salazar
- Fidel Espinoza
- Boris Barrera

### Colombia
- Óscar Sánchez León
- Juana Carolina Londoño
- Fabián Díaz Plata
- Oscar Darío Pérez Pineda (Vicepresidente)
- Carlos Andrés Trujillo

### Ecuador
- June Dennisse Bohorquez Garcés
- Verónica Arias Fernández
- Rafael Augusto Rodríguez Castro
- Virgilio Hernández Enríquez (Vicepresidente)
- Mónica Alejandra Haro Campoverde

### Perú
- Javier Fernando Arce Alvarado
- Luis Galarreta Velarde
- Leslye Lazo Villón
- Gustavo Pacheco Villar Presidente
- Juan Carlos Ramírez

## Símbolos
Está representado por el cóndor y el sol, los colores institucionales son el azul y amarillo. La bandera es de color blanco con el símbolo y el nombre de la institución ubicado debajo del símbolo.